# Thurman Warriner
Pour les articles homonymes, voir Thurman et Warriner.
Thurman Warriner, né en 1904 et mort en 1974, est un écrivain britannique, auteur de roman policier.

## Biographie
Durant sa jeunesse, il a une brève carrière théâtrale, puis travaille dans une ferme avicole et comme projectionniste. Pendant la Seconde Guerre mondiale, il est mobilisé dans la Royal Air Force en qualité de mécanicien.
Démobilisé, il se consacre à l'écriture en publiant une cinquantaine de nouvelles. En 1950, il publie son premier roman Method in His Murder, début d’une série consacrée l'enquêteur John Scotter qui dirige l'agence de détectives la plus mal famée de Londres.
En 1952, sous le pseudonyme de Simon Troy, il commence avec Road to Rhuine une nouvelle série avec comme personnage principal, l'inspecteur Charles Smith.
Son style d’écriture proche de celui de Edmund Crispin en fait un classique représentant de l'école anglaise du roman de détection.

## Œuvre

### Romans

#### SérieJohn Franklin Cornelius Scottersignée Thurman Warriner
- Method in His Murder, 1950
- Ducats in Her Coffin, 1951
- Death's Dateless Night, 1952
- The Doors Of Sleep, 1955
- Death's Bright Angel, 1956
- She Died, of Course, 1958
- Heavenly Bodies, 1960

#### Autre roman signé Thurman Warriner
- The Golden Lantern, 1958

#### SérieInspecteur Charles Smithsignée Simon Troy
- Road to Rhuine, 1952
- Half-way to Murder, 1955
- Tonight and Tomorrow, 1957
- Second Cousin Removed, 1961
- 'Don't Play with the Rough Boys, 1963
  - Méfie-toi des voyous !, Série noire no 917, 1965
- Cease Upon the Midnight, 1964
  - Le rideau tombe la nuit, Un mystère 2e série no 2, 1966
- No More A-roving, 1965
- Sup with the Devil, 1967
  - Souper avec un diable, Un mystère 2e série no 82, 1967
- Swift To Its Close, 1969
  - Au son des violons, Presses de la Cité, 1970, réédition Pocket Mondes mystérieux no 819, 1971
- Blind Man's Garden, 1970

#### Autres romans signés Simon Troy
- Drunkard's End, 1960
- Waiting for Oliver, 1962
  - En attendant le diable, Panique no 13, 1963

#### Romans  signés John Kersey
- Night of the Wolf, 1968
- Penthouse Emperor, 1971

### Nouvelles

#### Signées Thurman Warriner
- The Careless Snow Man, 1950
- Money in the Bank, 1957
- Edge of Terror, 1961
- Moment of Error, 1965
- Pursuit, 1967
- VIP, 1868
- Last Adventure, 1969
- Days Before Christmas, 1970

#### Signées Simon Troy
- Once a Policeman, 1969
- The Liquidation File, 1970
  - Dossier Liquidation, Mystère magazine no 276, février 1971

## Sources
- Claude Mesplède, Les Années Série noire vol.2 (1959-1966) Encrage « Travaux » no 17, 1993, p. 243-244.
- Claude Mesplède et Jean-Jacques Schleret, SN Voyage au bout de la Noire, Paris, Futuropolis, 1982, p. 362-363 (Simon Troy).